# Naftali Bezem
Naftali Bezem (en hébreu : נפתלי בזם ; Essen, 1924 — Tel Aviv, 2018) est un peintre, sculpteur, illustrateur et lithographe israélien.

## Biographie

### Jeunesse et exil
Naftali Bezem naît sous le nom de Leo Weltz à Essen, en Allemagne, en 1924, de parents immigrés polonais,. Avec la monté de l'antisémitisme dans le pays, sa famille s'exile en 1938 en Pologne, à Zbąszyń, près de la frontière. Mais tandis que ses parents meurent au camp d’Auschwitz en 1943, il est emmené à ce qui deviendra Israël sous les auspices de l'organisation Aliyat Hanoar (en) en 1939,.

### Études à Jérusalem
De 1943 à 1946, il étudie à Bezalel, à Jérusalem, avec Mordecai Ardon,. L'année suivante il enseigne lui-même la Peinture dans cette institution, ainsi que dans un camp de détenus à Chypre,.

### Vie à Paris
En 1949, il s'installe à Paris, où il étudie au Centre d'Art Sacré,.
Dans les années 1950 et 1960, Bezem expose en solo dans les plus importants musée d'Israël et reçoit le prix Dizengoff en 1956. Il est exposé en Europe et aux Etats-Unis dans les années 1970.
Son fils meurt lors des bombardements de la place de Zion en 1975, à Jérusalem,. Après la mort de son fils, il réalise la série Akedah, « dépourvue d'optimisme et sans rien qui pousse des ailes ; les figures gisent sur l'autel, un lion - symbole de Judée - tombe du ciel, un couple - ses parents - gisent sur un bateau, les bougies sont éteintes, et tous les symboles de salut national ou religieux semblent participer au deuil. »
Une rétrospective a lieu au Park Gallery de Tel Aviv en 1989 et ses œuvres des années 1990 sont exposées au Open Museum (he) de Tefen, en Israël, en l'an 2000.
Il fait carrière à Paris avant de partir s'installer à Bâle, en Suisse, en 1997.

### Retour en Israël
Bezem rentre finalement en Israël en 2009, à Tel Aviv.
Il meurt dans cette ville le 2 octobre 2018.

## Œuvre
Les premières œuvres de Bezem, des années 1950, ont été qualifiées de « réalisme social (en) », qui est caractérisé par un style réaliste et une thématique socio-politique,. Les événements de sa jeunesse — parents morts à Auschwitz et exil — ont largement façonné ses thèmes et son style.
Ses sujets expriment aussi une fascination pour les symboles rituels et traditionnels qui sont transformés en repères personnels d'une imagination sensible, ainsi que les titres de ses tableaux l'indiquent : Benediction des bougies, La Grande Expiation, Rachel et Leah, La Création de l'Homme et Le Retour, avec des formes simples enfantines, similaires aux compositions de Paul Klee.
En 1968, Bezem peint Akedah (relatif à la ligature d'Isaac), en réaction aux guerre des Six Jours : on voit Isaac représenté avec des ailes et un cactus (symbole des natifs d'Israël, qu'on appelle les tzabar) qui pousse sur ses ailes. Pendant cette même période, Naftali Bezem se rapproche de Fernand Léger : le tracé des formes est lourdement appuyé, sans volume, avec des couleurs saturées dans une composition très contrastée.
En plus de ses toiles et sculptures, Bezem crée de nombreuses œuvres publiques, comme des peintures murales, des reliefs, des tapisseries et des vitraux, dont ceux d'une église de Duisbourg (Allemagne, en 1981) et d'une synagogue de Dobbs Ferry (Etats-Unis, en 1991).

Œuvres de Naftali Bezem
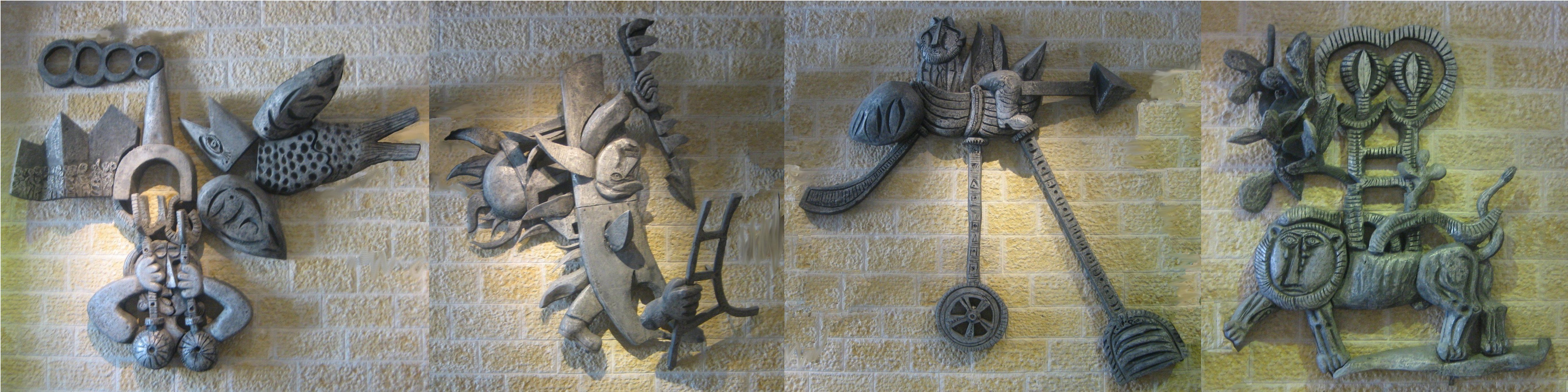
De l'Holocauste à la Renaissance, sculptures en aluminium, 1970 ; de gauche à droite : La Destruction, Résistance, Émigration à Israël et Renaissance. Mémorial de Yad Vashem, Jérusalem.
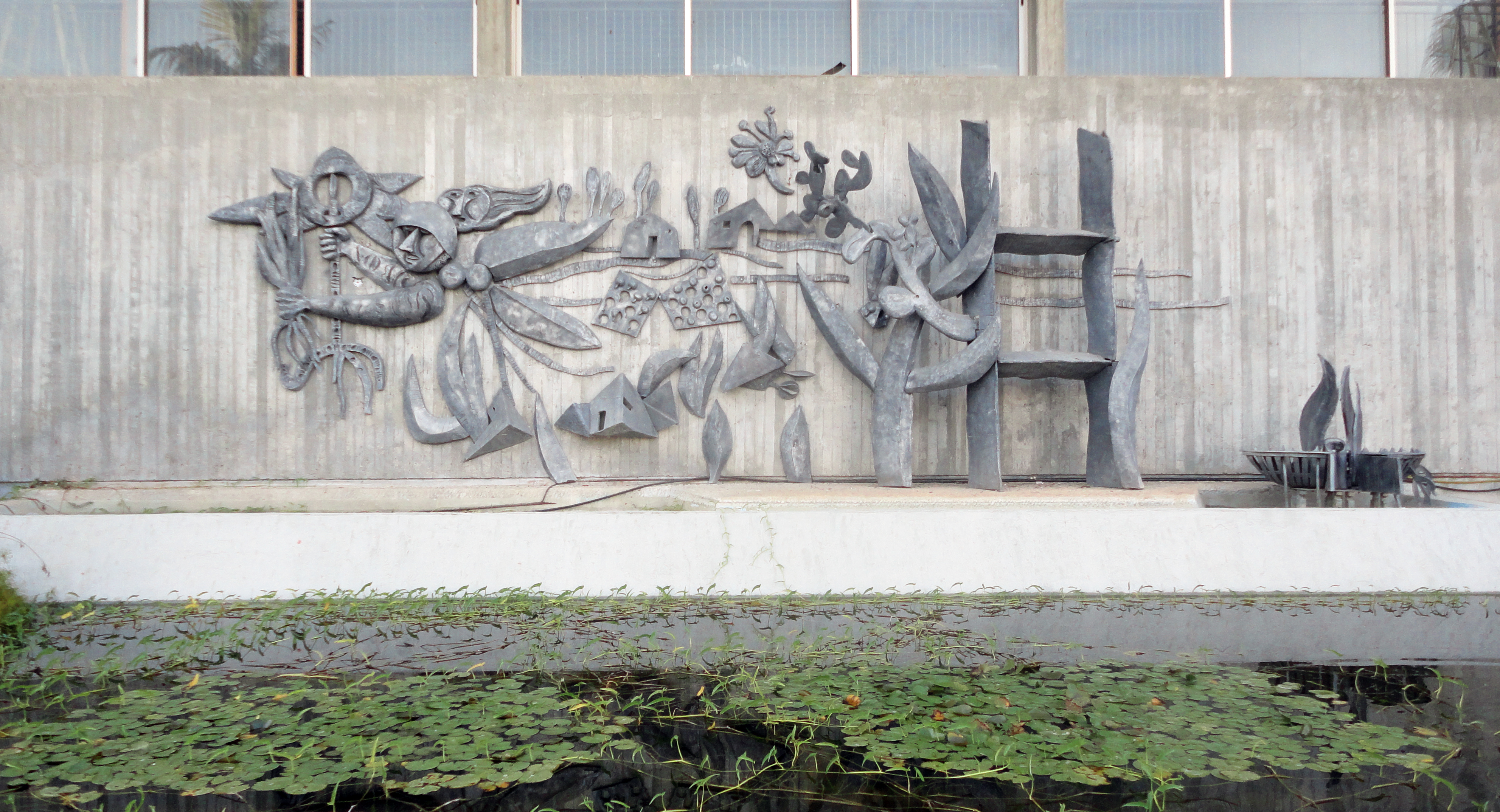
Sculpture murale à l'auditorium Yad Labanim, à Kfar Saba.

## Conservation
- Musée d'Israël[5]

## Prix et reconnaissance
- Prix Dizengoff de Peinture, 1957[1]

#### Monographies
- (he) Ziva Amishai-Maisels, Naftali Bezem, Tel Aviv : Sifriat Poalim, 1989.
- (en) Ted W. Gross, Ben-Dov et I. Mintzer, The Passover Haggadah Illustrated by Naftali Bezem, Tel Aviv, 1982.
- (ka)/(en) Matthias Kohn, Naftali Bezem, Berne : Benteli, 1998, 205 p. (BNF 42015464).
- (en) Nedira Yakir Bunyard et Dalia Manor, « Bezem, Naftali (b.1924) », dans Glenda Abramson, Encyclopedia of Modern Jewish Culture, Routledge, 2004, 1200 pages (ISBN 9781134428649, lire en ligne), n. p. .

#### Catalogues d'exposition
- (he) Naftali Bezem (cat. exp.), Jerusalem : Debel Gallery, 1980.
- (he) VV. AA., Naptaliy Bezem : hwlek wašab [Exposition. Tel-Aviv, Tel-Aviv museum of art. 2012/2013], Tel Aviv : Tel Aviv museum of art, 2012, 235 p.  (ISBN 978-965-539-054-4) (BNF 43674910).